# Gissarus
Gissarus este un gen de molii din familia Lymantriinae.